# Batalla de Ad Salices
La batalla de Ad Salices fue una batalla librada en septiembre del 377 en el marco de la guerra gótica, probablemente a unos 15 km de Marcianópolis, en la estación de Ad Salices, cercana a la desembocadura del Danubio.

## Antecedentes
Sin tropas, que se habían perdido en la batalla de Marcianópolis, para hacer frente a la revuelta, Valente llamó a sus tropas de Armenia, comandadas por los generales Trajano, que conducía la infantería, y Profuturo, que conducía la caballería, y pidió apoyo a Flavio Graciano, emperador del Imperio Romano de Occidente, que envió Frigérido, gobernador de Panonia, con sus tropas y refuerzos francos de Ricomero.
Las tropas avanzaron hacia el norte donde se reunieron para el enfrentamiento con los godos rebeldes dirigidos por Fritigerno que estaban saqueando la región de Tracia, desde su campamento fortificado. Sin embargo, un numeroso contingente de godos (probablemente greutungos) aprovechó que la frontera romana estaba indefensa y cruzó el Danubio por su desembocadura, así que los romanos debieron avanzar contra la nueva amenaza.

## La batalla
El ejército reunido por Ricomero se componía de 5.000 a 6.000 hombres, muchos de ellos de mala calidad. Había limitanei locales, tropas venidas de Armenia no acostumbradas a pelear contra germanos y auxiliares traídos desde la Galia muy mermados por las deserciones. El ejército godo no debía ser muy superior en número o los romanos no hubieran presentado batalla, pero eran menos de los 10.000 tervingios que habían acompañado a Fritigerno a asediar Adrianópolis tras vencer en Marcianópolis. Algunos germanos estaban armados con equipo romano y tenían algunos desertores romanos entre sus filas. Llevaban a sus familias en los carromatos.
La batalla duró todo el día; el ala izquierda romana fue puesta en retirada pero llegaron refuerzos a este lado y consiguieron mantenerse. No hubo un ganador claro pero las pérdidas romanas fueron tan grandes que dejaron el camino abierto a los godos, que por su lado también tuvieron muchas bajas. Estos últimos continuaron su avance hacia Marcianópolis donde se les sumó un contingente de alanos y hunos, posteriormente llegaron a Dibaltum y de ahí a Beroia para unirse a Fritigerno. Tras su victoria anterior, a Fritigerno y sus tervingios ya se le habían añadido otros grupos de greutungos hasta alcanzar los 15.000 combatientes, este nuevo contingente le aportaba quizás unos 4.000 nuevos guerreros, la mayoría a caballo.

## Consecuencias
Mientras la nueva tropa goda vencía en Ad Salices Fritigerno se había refugiado en las regiones montañosas de los Balcanes donde había quedado inmovilizado porque Flavio Saturnino, comandante romano en la comarca, había bloqueado los pasos esperando que los godos murieran de hambre. La estrategia de Saturnino hubiera podido tener éxito, pero el fracaso de Ricomero de detener la nueva horda goda en Ad Salices («en los Sauces») debió retirarse hacia el sur. Quedaba a cargo de la situación el general Sebastián, que organizaba una exitosa campaña de guerrillas con el objetivo de debilitar a los godos y darle tiempo al emperador de reunir un poderoso ejército.
Frigérido, que fue nombrado magister militum del ejército romano en Iliria, era una amenaza para los godos y atacaron al grupo de greutungos y taifalos liderado por Farnobio, que murió a principios del invierno de 377 en un combate donde también cayeron el grueso de sus seguidores. La guerra continuó y el 9 de agosto de 378, Fritigerno vengó en la batalla de Adrianópolis, donde Valente murió, la derrota de sus parientes en Naisso de 109 años antes.